# Hylaeus irritans
Hylaeus irritans är en biart som beskrevs av Dathe 1980. Hylaeus irritans ingår i släktet citronbin, och familjen korttungebin. Inga underarter finns listade i Catalogue of Life.